# Alafia multiflora
Alafia multiflora är en oleanderväxtart som först beskrevs av Otto Stapf, och fick sitt nu gällande namn av Otto Stapf. Alafia multiflora ingår i släktet Alafia och familjen oleanderväxter. Inga underarter finns listade i Catalogue of Life.